# Tombolo, Veneto
Tombolo är en ort och kommun i provinsen Padova i regionen Veneto i Italien. Kommunen hade 8 392 invånare (2018).